# Jean-Claude Tran
Pour les articles homonymes, voir Tran.
Jean-Claude Tran est un acteur français d’origine vietnamienne, né à Saïgon au Sud Viêt Nam.

## Biographie

### Famille
Jean-Claude Tran est issu d’une famille d’artistes, son père Henri Tran Quan, dit Hữu Phước (nghệ sỹ), était un comédien renommé du théâtre traditionnel du Viêtnam. Toute la famille Tran Quan est rapatriée en France en 1977, deux ans après la chute de Saïgon.
Il a un frère, l’acteur Steve Tran. Il est le père de Mélanie Tran et Florent Tran, également comédiens.

### Carrière d'acteur
Il commence sa carrière au cinéma à l’âge de cinq ans, au Viêtnam, en jouant pour le cinéma, la télévision et sur scène, jusqu’à l’âge de onze ans. En arrivant en France, il apprend le français, notamment pendant les cours de théâtre, avant de faire ses débuts sur scène dans la pièce Les Bas-fonds de Maxime Gorki, mise en scène par Lucian Pintilie, avec Michel Robin.
Il est repéré ensuite par Dominique Besnehard qui lui décroche un rôle important dans Hors-la-loi, film réalisé par  Robin Davis, en 1984, aux côtés de Clovis Cornillac et Wadeck Stanczak.
Il continue ensuite une carrière de comédien, principalement dans des rôles secondaires : il fait ainsi des apparitions dans des films comme Le Fils du Mékong de François Leterrier, OSS 117 : Rio ne répond plus de Michel Hazanavicius ou La Chance de ma vie de Nicolas Cuche. Il obtient en 2012 un rôle plus important dans La Vérité si je mens ! 3, de Thomas Gilou.
Il apparaît à la télévision et prête sa voix pour des doublages de productions étrangères. Il écrit et réalise aussi des courts-métrages.

## Filmographie

### Cinéma

#### Longs métrages
- 1972 : Telle est ma vie (le song doi toi) de Truong Ha : Minh le petit garçon (rôle principal)
- 1972 : Cao-Xa de Pedro Mario Herrero : le petit garçon
- 1984 : L'Arbalète de Sergio Gobbi
- 1985 : Hors-la-loi de Robin Davis : Loulou
- 1987 : Blanc de Chine de Denys Granier-Deferre
- 1991 : Le Fils du Mékong  de François Leterrier : Trung
- 2000 : Scénarios sur la drogue (film collectif), court-métrage Speed ball de Laurent Bouhnik
- 2003 : Sept ans de mariage de Didier Bourdon : le vendeur du sex-shop
- 2003 : Fureur de Karim Dridi
- 2006 : Cabaret Paradis de Gilles et Corinne Benizio
- 2009 : OSS 117 : Rio ne répond plus de Michel Hazanavicius : un espion chinois
- 2009 : Tricheuse de Jean-François Davy : un policier
- 2010 : Protéger et servir d'Éric Lavaine : le médecin vietnamien
- 2011 : La Chance de ma vie de Nicolas Cuche : le patron du restaurant coréen
- 2012 : Parlez-moi de vous de Pierre Pinaud : le serveur du restaurant japonais
- 2012 : La Vérité si je mens ! 3 de Thomas Gilou : Xiong
- 2012 : Koan de Printemps de Marc Olivier Louveau : Maître Song
- 2012 : Flics de Quartier Pré-Film[6] de Christian Lyon et Nicolas Filali
- 2015 : Le Voyageur d’Hadi Ghandour : Xao Feng
- 2018 : Je ne suis pas un homme facile d'Éléonore Pourriat : Monsieur Magre
- 2025 : Là où on s'aime, la nuit ne tombe jamais de Stevan Lee Mraovitch : Monsieur Chen

#### Courts métrages
- 2004 : De qui me moque-je ? de Matthieu Maunier-Rossi : le prêtre bouddhiste
- 2004 : Generik de Pascal Laurent
- 2006 : Le chemin de Jean-Claude Tran et Cécile Lapierre
- 2009 : L’infiltré de Marc Wogen
- 2010 : Suivez la flèche de Marc Saez : le serveur
- 2011 : Je te tiens, tu me tiens d'Olivier Gastinel : le policier
- 2011 : Le choix de Sacha Sanchez
- 2012 : Routine de Bibi Naceri : Serge
- 2012 : 60 secondes de Jean-Claude Tran
- 2013 : Schisme de Yanis Hamnane
- 2013 : Dernier recours de Mahi Bena : Jacky
- 2013 : À la recherche de Tom de Chengcheng Chi
- 2016 : Quelques jours avec toi Jean-Claude Tran : Paul
- 2016 : Le petit monsieur de Cyrille Daclinat : le peintre
- 2019 : Translation of Silence de Nathan Nguyen Le
- 2020 : Bête noire de Jérémy Trellu : le Lieutenant-colonel Lâm
- 2021 : La passion (Niềm Dam Mê) de Mathieu Lâm : Tim Pham
- 2022 : Match de Danny Fonseca
- 2023 : La Force des lions de Sam Cargnelli : Maximilien

### Réalisations et scénarios
- 2006 : Le chemin[7].
- 2012 : 60 secondes
- 2016 : Quelques jours avec toi (+ scénario)[8]

### Télévision

#### Téléfilm
- 2011 : Saïgon, l'été de nos 20 ans de Philippe Venault : Van Nam

#### Séries télévisées
- 1991 : Le Voyageur (The Hitchhike), épisode  Made in Paris de René Manzor : Yong
- 1999 : Boulevard du Palais, épisode La jeune fille et la mort de Jacques Malaterre : le serveur asiatique
- 1999 : Un homme en colère, épisode Mort d’un juge de Laurence Katrian : le patron de la superette
- 2004 : Le Camarguais ; épisode Trois filles au volant d’Olivier Langlois : Monsieur Chou
- 2011 : Aïcha, épisode La grande débrouille de Yamina Benguigui : l’emissaire chinois
- 2013 : Dos au mur, épisode Surmenage de Pierre-Yves Touzot : l'avocat Nguyen
- 2014 : Mes amis, mes amours, mes emmerdes, épisode Une page se tourne : l’avocat du maire
- 2017 : Kim Kong, 2 épisodes de Stephen Cafiero : le Général Kang
- 2017 : Alice Nevers, le juge est une femme, 1 épisode de Stephan Kopecky : le client d'affaires
  - Saison 14, épisode 89 : Divine compagnie
- 2018 : Cassandre, 1 épisode de François Guérin : le médecin major
  - Saison 3, épisode 12 : Loup gris
- 2021 : Pat Thaï, 1 épisode de Rudy Laporal : Chef Tham
  - Saison 1, épisode 1 : Pilote
- 2021 : Monsieur tout le monde de Steve Tran et Sébastien Kong : Phuoc
  - Saison 1, épisode 1 : Pilote
- 2025 : Astrid et Raphaëlle, 1 épisode de la saison 6, de  Kamir Aînouz : Xiao Wenzhing

### Série Web
- 2010 : La cage de Jean-Claude Tran et Djiby Badiane

### Clip
- 2018 : Django (feat. Franglish) de Dadju, réalisé par Félicity Ben Rejeb Price

## Doublage et voix

### Cinéma
- 1991 : Indochine de Régis Wargnier
- 1995 : Les Anges Gardiens de Jean-Marie Poiré
- 1998 : Tang le onzième (Nguol thùa) de Sijie Dai
- 2003 : Holy Lola de Bertrand Tavernier
- 2012 : Mais qui a retué Pamela Rose ? d'Olivier Baroux et Kad Merad : Wang Chee

### Téléfilms
- 1997 : L'Amour en embuscade (Love in Ambush) de Carl Schultz
- 2003 : Leclerc, un rêve d'Indochine de Marco Pico
- 2007 : Ma fille est innocente de Charlotte Brandström
- 2014 : Soldat blanc d’Érick Zonca

### Séries
- 2011 : Affaires étrangères, épisode Cambodge de Vincenzo Marano
- 1993-2002 : Le juge est une femme
- 2020 : Mystery Road, saison 2 : Wayan
- 2022 : Marvel's Wastelanders: Wolverine, voix de Joel de la Fuente : Ogun

## Théâtre
- 1982 : Les Bas-fonds de Maxime Gorki, mise en scène Lucian Pintilie, Théâtre de la Ville
- 2012 : À nu d’après Sidney Lumet, adaptation de Tom Fontana[9], mise en scène Marc Saez, Festival d’Avignon : seulement voix off